# ГЕС Пассау-Інглінг
ГЕС Пассау-Інглінг — одна із електростанцій на прикордонній річці Інн між Німеччиною та Австрією (федеральна земля Баварія та провінція Верхня Австрія відповідно). Найнижча станція каскаду, розташована між ГЕС Шердінг-Нойхаус та впадінням Інну в Дунай.
Для спорудження ГЕС Інн перегородили бетонною греблею висотою 31 метр. При цьому встановили п'ять насосних станцій (три з баварської та дві з австрійської сторони), призначених для відкачування води, яка фільтрується через перепони. З правого боку греблі влаштовано п'ять водопропускних шлюзів, а з лівого знаходиться інтегрований у неї машинний зал, обладнаний чотирма турбінами типу Каплан. При напорі 10,4 метри це обладнання забезпечує річне виробництво на рівні приблизно 0,5 млрд кВт-год.
Починаючи з 1999 року, ГЕС Пассау-Інгінг керується дистанційно з диспетчерського пункту на станції Браунау-Сімбах.